# Робітничо-Запомогове Товариство
Робітничо-Запомогове Товариство (РЗТ) — асекураційна установа прорадянського напряму у Канаді (осідок централі у Вінніпезі), організована у 1922 з ініціативи членів «Стоваришення» — Укр. Роб. Дім (пізніше ТУРФ-ДІМ).
Вело також деяку культурно-осв. діяльність. Відкрило пам'ятник І. Франкові (1956) та організувало Бібліотеку ім. І. Франка у Вінніпезі й літню оселю для дітей «Гусавик». На 1972 мало бл. 12 000 чл., 198 відділів, у тому числі 30 російських, 11 польських, 5 карпаторуських, 2 англ. РЗТ тісно співпрацює з проґресистським Товариством Об'єднаних Українських Канадців та подібними організаціями інших національностей.